# Estudiantina (Waldteufel)
Pour les articles homonymes, voir Estudiantina.

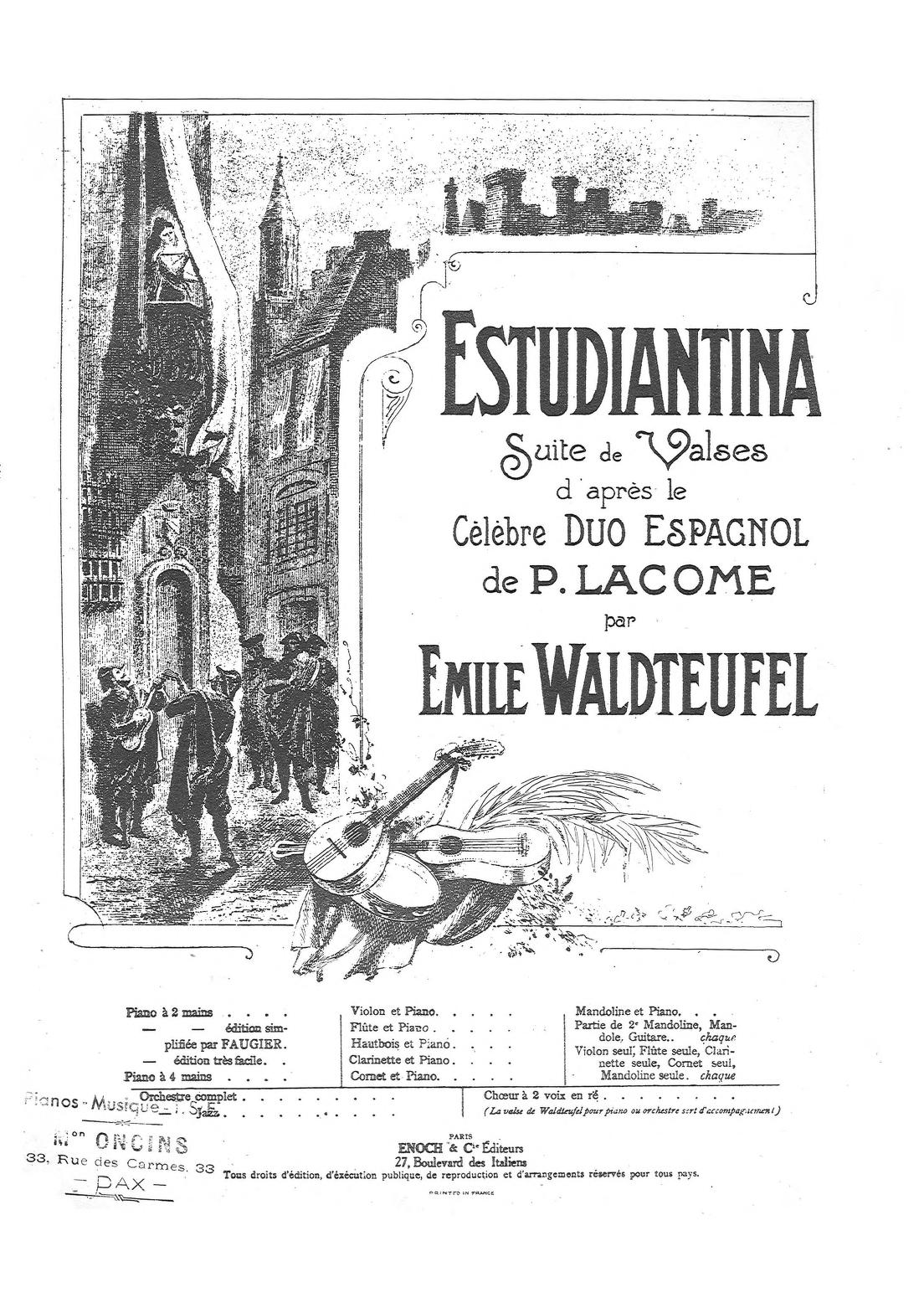
Couverture de Estudiantina op. 191 d'Emile Waldteufel (1893)

Estudiantina op.191 est une valse d'Emile Waldteufel écrite en 1883 sur des mélodies de Paul Lacôme, composées en 1881. Waldteufel en a d'abord fait une version pour deux pianos avant d'en faire une version orchestrale qui est régulièrement jouée en concert. Musicalement, on ne peut s'empêcher de faire un rapprochement avec les chefs-d'œuvre de Johann Strauss II.

## Découpage de l'œuvre
- Introduction
- Estudiantina (refrain)
- Estudiantina (couplet) - Chanson d'automne
- Jota de la Estudiantina - Tirana
- De Cadiz al Puerto - El Tripili
- Coda

## Analyse de l'œuvre

### Introduction
Contrairement à de nombreuses valses de Waldteufel, Estudiantina possède une très courte introduction (à peine 12 mesures). Une énergique et brève fanfare en la majeur ouvre la pièce, lançant le rythme caractéristique des valses de 3/4. S'ensuivent des bouts de gammes ascendantes qui nous mènent en ré majeur, la tonalité du refrain.

### Estudiantina (refrain)
La première section du refrain est basée sur le thème caractéristique de la fanfare d'ouverture. La deuxième section commence légèrement, mais se conclut brillamment par le thème de la première section par un tutti de l'orchestre. Chaque section est jouée deux fois. Il s'agit du premier numéro de la valse, construit sur une structure AABB.

### Estudiantina (couplet) - Chanson d'automne
Le deuxième numéro est écrit en sol majeur. La partie Estudiantina (couplet) est basée sur une mélodie très simple, mêlant notes répétées et triolets. La seconde partie, intitulée Chanson d'automne, est beaucoup plus énergique. Cette partie est jouée deux fois,  puis la première partie réapparaît, donnant au numéro une structure ABBA.

### Jota de la Estudiantina - Tirana
Le troisième numéro nous emmène dans une atmosphère exubérante. La mélodie, vive et entraînante, est essentiellement écrite en croches, donnant ainsi un effet d'accélération. Cette partie, en ré majeur, contraste avec la deuxième partie Tirana, en si mineur (le relatif mineur de ré). Sa mélodie mélancolique sonne très espagnole. La structure du troisième numéro est AABBA.  

### De Cadiz al Puerto - El Tripili
Retour en sol majeur pour ce quatrième numéro, plus calme, alternant entre passages piano et passages forte. La seconde partie, appelée El Tripili, est plus enjouée. Comme pour le premier numéro (le refrain), la strucutre est AABB.  

### Coda
Il s'agit d'une reprise à l'identique de l'introduction et du premier numéro. Au lieu de jouer directement la deuxième section du refrain, on entend d'abord Estudiantina (couplet), mais en la majeur (et non plus en sol). Après la deuxième section du refrain, Waldteufel conclut la valse de manière brillante.

## Écouter l'œuvre
- Écouter la valse Estudiantina de Émile Waldteufel.
- Écouter Estudiantina, de Paul Lacôme, interprété avec orchestre par la soprano Florence Hayward et le ténor Harry Macdonough le 14 février 1905.